# Anne Bax-Broeckaert
A.T.J. (Anne) Bax-Broeckaert (ca. 1935) is een Nederlands voormalig politicus van de VVD.
Bij de gemeenteraadsverkiezingen van 1982 in Veere stond ze op de vierde plaats van de VVD-kandidatenlijst en werd niet verkozen. Bij de gemeenteraadsverkiezingen van 1986 was ze daar VVD-lijsttrekker en werd ze niet alleen verkozen maar meteen erna ook wethouder. Begin 1993 gaf ze dat wethouderschap op om burgemeester van Chaam te worden. Eind 1994 werd Bax-Broeckaert daarnaast waarnemend burgemeester van Nieuw-Ginneken. Bij de gemeentelijke herindeling van Noord-Brabant in 1997 hielden die twee gemeenten op te bestaan waarmee haar beide functies kwamen te vervallen.